# آتش‌بازی جینگوگایئن

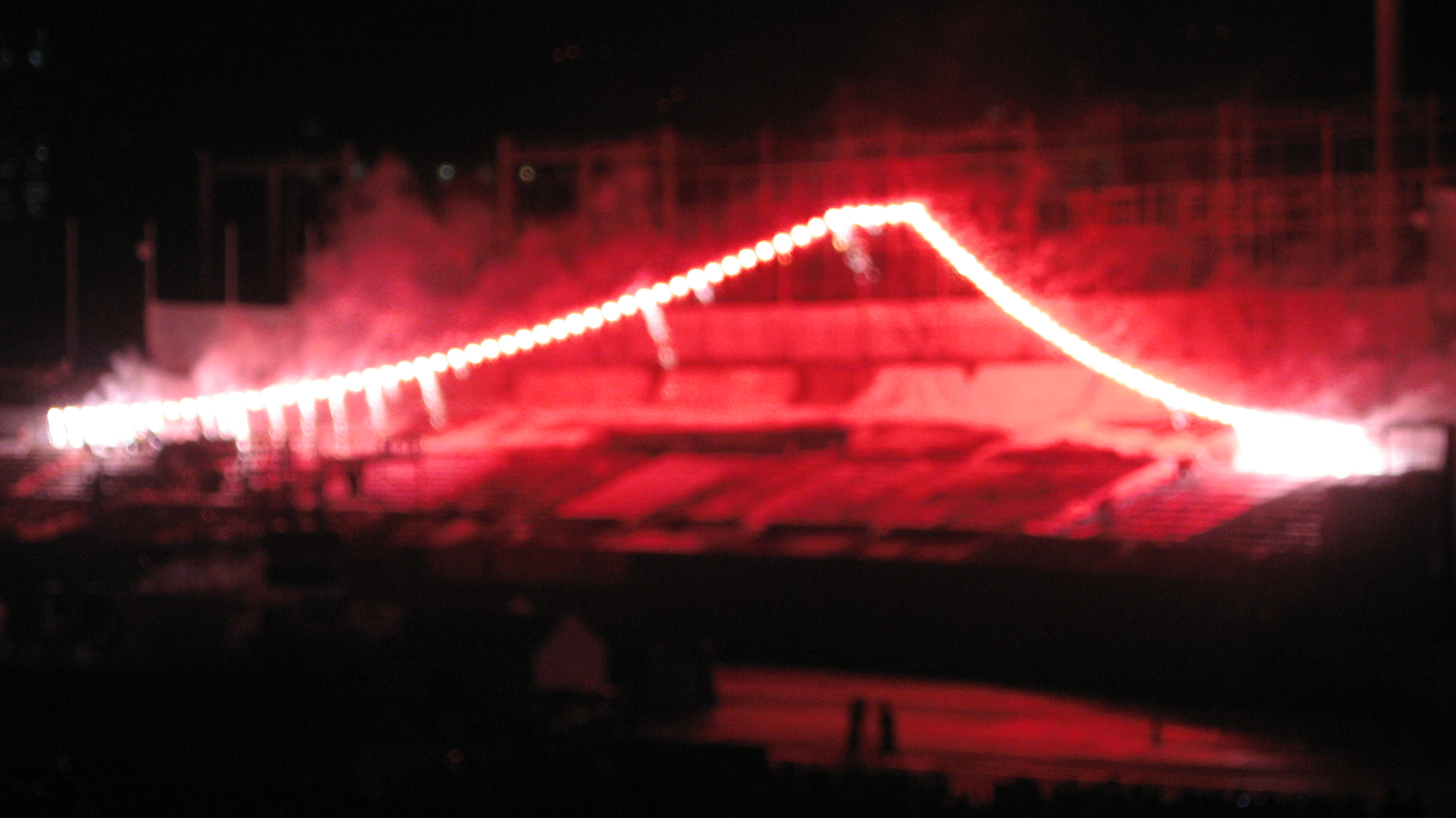
جشن آتش بازی یا هانابی در پارک میجی جینگو گایئن.

آتش‌بازی بزرگ جینگوگایئن (به ژاپنی: 神宮外苑花火大会) یا جینگوگایئن هانابی دای کای یکی از جشن‌های آتش بازی در توکیو پایتخت ژاپن است. این جشن در باغ پارک میجی جینگو گایئن در منطقهٔ شینجوکو انجام می‌گیرد. روز دقیق برگزاری جشن مشخص نیست اما هر ساله در ماه اوت هشتمین ماه میلادی برپا شده‌است. برپایی این جشن از سال  ۱۹۸۰ میلادی آغاز شده‌ و در حال حاضر تعداد شرکت کنندگان این جشن در حدود صد و هفتاد  هزار نفر است. این آتش بازی در کنار آتش بازی رود سومیدا و آتش بازی خلیج توکیو سه آتش بازی اصلی توکیو هستند. در سال ۲۰۱۱ میلادی اکثر مراسم آتش بازی به مناسبت همدردی با آسیب دیدگان زمین‌لرزه و سونامی ۲۰۱۱ توهوکو اکثر جشن‌های آتش بازی در این سال انجام نشد اما این آتش بازی آتش‌بازی بزرگ جینگوگایئن استثنائاً مطابق هر سال در ششم ماه اوت انجام شد و در حدود ۱۱۰ هزار نفر در این مراسم شرکت کردند.